# Список достопримечательностей Вены
Достопримечательности Вены — исторические памятники, архитектурные ансамбли, парки и бульвары, церкви, театры и музеи.

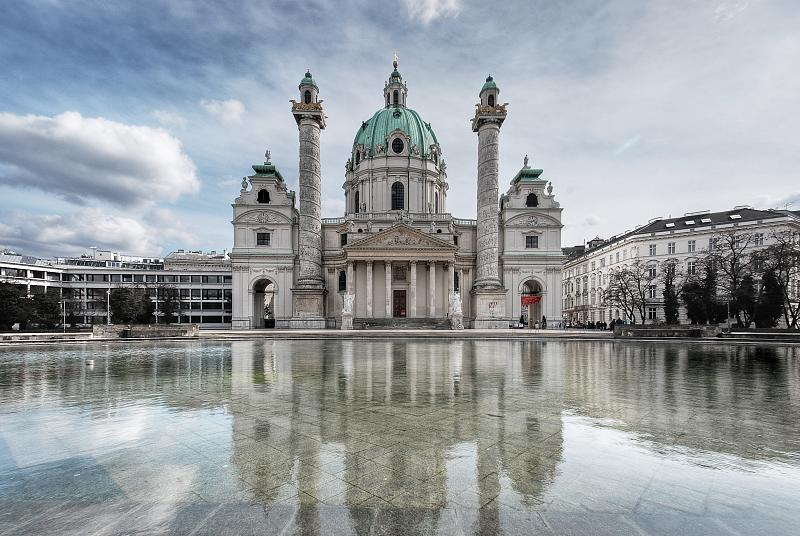
Карлскирхе на Карлсплац

## Площади и улицы
Штефансплац
Центр старого города. На ней находится собор Святого Стефана, давший название площади.
Площадь Ам-Хоф
Самая большая и богатая историческим прошлым площадь старого города.
Кернтнерштрассе
Расположена между Штефансплац и Карлсплац. Долгое время служила торговым трактом, ведущим на юг (в Каринтию), благодаря чему и получила своё современное название.
Альбертинаплац (нем. Albertinaplatz)
Нойер-Маркт
Площадь появилась не позже XIII в. Тогда она называлась Мучной площадью (Mehlmarkt) и на ней располагался рынок. В XVI в. площадь становится местом проведения праздников.
Шпигельгассе (нем. Spiegelgasse)
Грабен
Широкая пешеходная (с 1971 г.) улица, которая идет по самому центру города от церкви Св. Петра до собора Св. Стефана.
Шток-Им-Айзен-Плац
Этой площадью заканчивается Грабен. Названа благодаря стволу ели в металлических оковах, приколоченному в нише дворца Экитабль.
Улица Мариахильфер (нем. Mariahilfer Straße)
Площадь Мясного рынка (нем. Fleischmarkt)
Улица Красивого фонаря
Улица получила название благодаря фонарю из кованого железа у дома № 6. Фантастическая скульптура воспевает легенду, в которой рассказывается о яйце, жабе, петухе и василиске.
Рингштрассе
Визитная карточка Вены — кольцевая улица-бульвар вокруг Внутреннего Города.
Площадь Героев
Названа в честь эрцгерцога Карла и принца Евгения Савойского. Их бронзовые статуи (1860 и 1865 гг. соответственно) работы Антона Доминика Фернкорна украшают площадь, выходящую на Ринг.
Кольмаркт 
Площадь Фрайунг (нем. Freyung)
Эта треугольная площадь, лежащая перед Шотландским монастырём, вошла в городскую черту ещё в 1180 г. Долгое время была местом выступлений цирковых трупп. Свой современный вид площадь приобрела благодаря реконструкции после турецкой осады 1683 г.
Еврейская площадь (нем. Judenplatz)
Улица Богнергассе (нем. Bognergasse)

## Дворцы и замки
Бельведер (Belvedere)
По распоряжению принца Евгения Савойского в XVIII в. был построен архитектурный ансамбль, состоящий из двух замков: Верхнего и Нижнего Бельведера, прототипом которого был Версаль.
Шёнбрунн (Schönbrunn).
Летняя резиденция Габсбургов. Этот ансамбль объединяет архитектуру и природу, величественный замок и красивый парк.
Дворец Лихтенштейн (Liechtenstein)
Дворцовый комплекс Хофбург (Hofburg)
Дворец построен примерно в 1460 г., перестраивался в 1494 г. Максимилианом I и императрицей Марией Терезией в 1770 г. Самое старое здание дворца построено в 1279 г.
- В Хофбурге находятся:
  - Австрийская национальная библиотека. Здесь собраны 2 млн 200 тыс. книг и 8 000 инкунабул.
  - Испанская школа верховой езды (Spanische Reitschule) 
  - Дворцовая капелла (Burgkapelle)
  - Дом бабочек (Schmetterlingshaus)
  - Музеи: Императорские покои, Серебряная палата, Сокровищница, Музей лошадей липицианской породы, Этнологический музей.

## Архитектурные достопримечательности

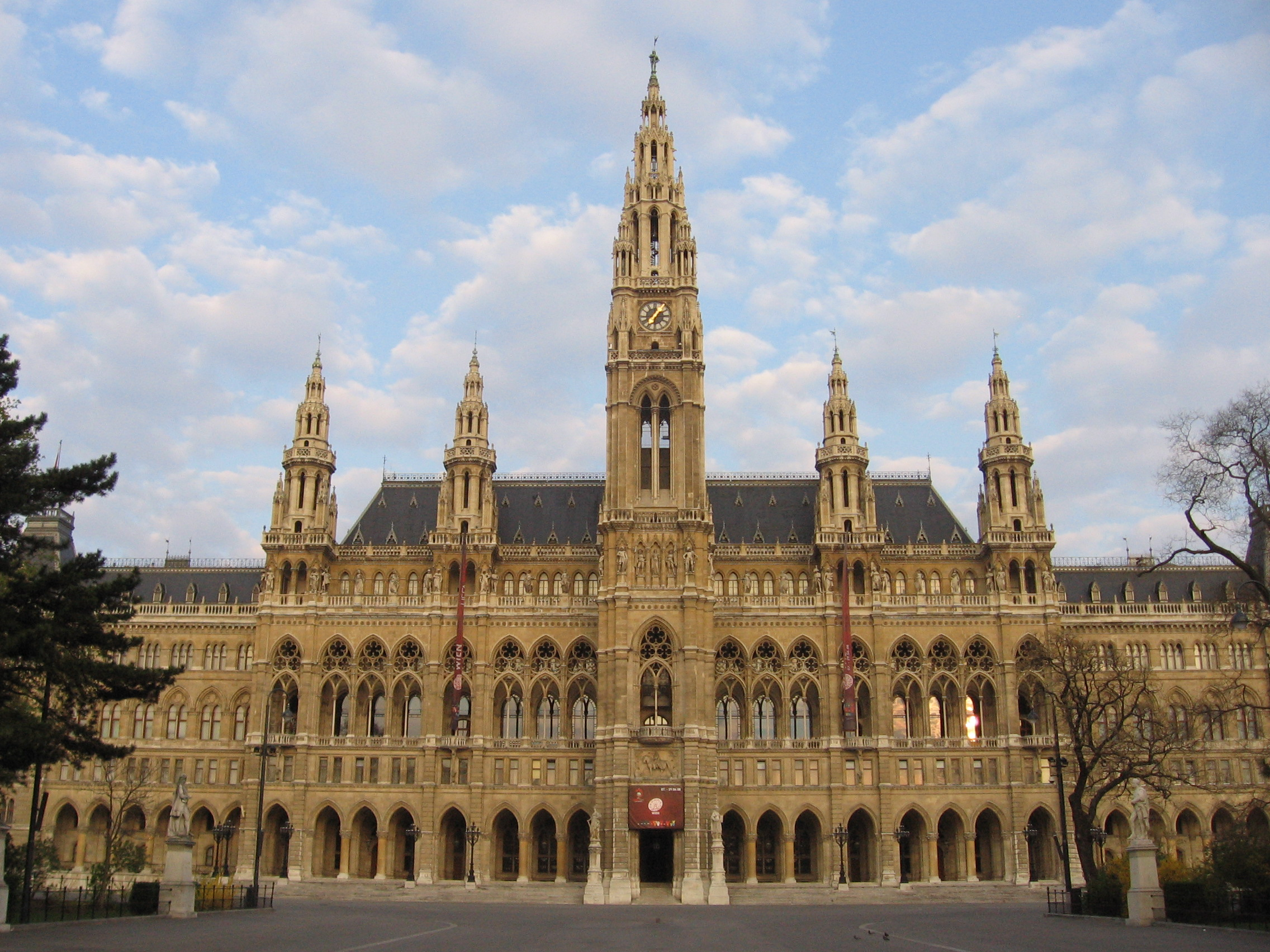
Венская ратуша

- Дунайская башня (Donauturm). 252-метровая башня была построена по проекту архитектора Ханнеса Линтла.
- Дом Хундертвассера (Hundertwasser Haus).
- Карл-Маркс-Хоф (Karl Marx Hof). Дом длиной 1 км, разделённый на 1382 квартиры, построен в 1926—1930 социал-демократами для нуждающихся в жилье. Архитектор Карл Эн.
- Зюнхоф (Sunnhof). Изначально доходный дом, построенный в 1823 архитекторами Петером Герлем и Йозефом Далльбергом в стиле бидермайер.
- Павильон городской электрички Отто Вагнера (Otto-Wagner-Stadtbahn-Pavillon).
- Памятник советским воинам, погибшим при освобождении Австрии от фашизма.
- Парламент (Parlament). Здание, в котором с 1918 до сегодняшнего дня заседают национальный и федеральный советы, было построено в 1873—1883 в классическом стиле по проекту архитектора Теофиля фон Хансена. В 1955—1956 здание парламента было отреставрировано.
- Ратуша (Rathaus).
- Фрайунг-Пассаж (Freyung Passage).
- Венский международный центр (Vienna International Centre)

## Сады и парки
- Ботанический сад Венского университета (Botanischer Garten). Сад в 1754 заложил ботаник Николаус Жакен, а в 1757 Мария-Терезия подарила его университету.
- Верхний рынок (Hoher Markt). История сохранила свидетельства того, что здесь умер император Марк Аврелий.
- Городской парк (Stadtpark). Интересен большим количеством памятников выдающимся личностям: Иоганну Штраусу, Францу Шуберту и другим.
- Пратер (Prater). Венское место отдыха, существующее с 1766.
- Лайнцер Тиргартен. Природный заказник, находящийся в черте города.

## Соборы и церкви Вены

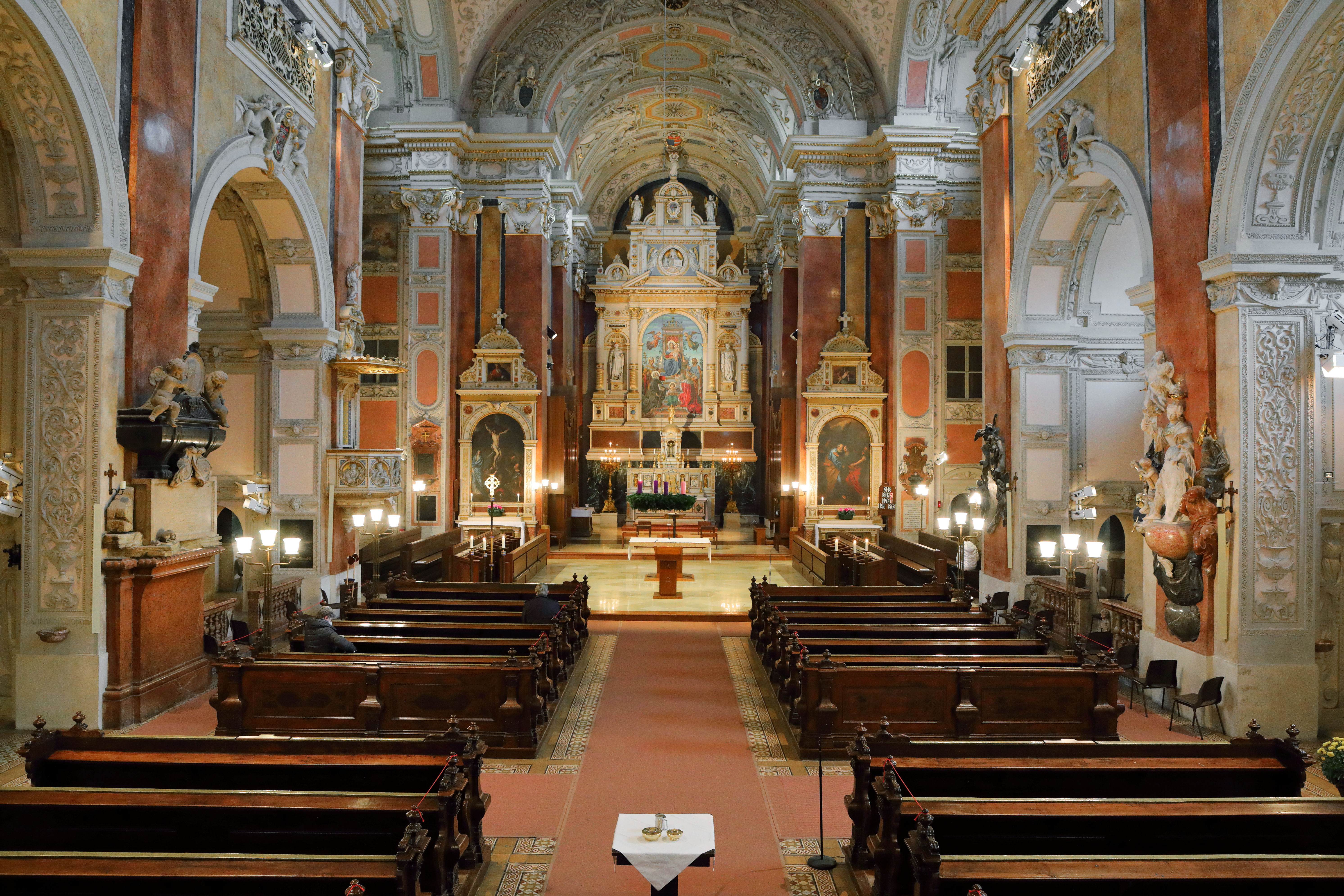
Интерьер церкви Шотландского монастыря

- Собор Святого Стефана (Stephansdom).
- Капуцинеркирхе (Kapuzinerkirche). Под ней расположена Императорская усыпальница (Kaisergruft), построенная в период с 1622 по 1632. Здесь похоронены 12 императоров, 17 императриц, ещё больше эрцгерцогов.
- Церковь Святого Августина (Augustinerkirche).
- Церковь Ам-Штайнхоф (Kirche Am Steinhof).
- Мальтийская церковь (Malteserkirche).
- Церковь Богородицы На Берегу (Maria Am Gestade Kirche).
- Церковь Девяти Ангельских Хоров.
- Вотивная церковь (Votivkirche).
- Церковь Марии Победительницы (Maria Vom Siege. Funf-Haus).
- Церковь Миноритов (Minoritenkirche).
- Карлскирхе (Karlskirche).
- Церковь Святого Михаила (Michaelerkirche).
- Церковь Святого Петра (Peterskirche).
- Рупрехтскирхе (Ruprechtskirche).
- Шотландский монастырь (Schottenstift).
- Хоральная синагога Штадттемпель (Stadttempel).
- Центральное кладбище (Zentralfriedhof). Президентский склеп. Мемориальные надгробия Бетховена, Моцарта, Шуберта, Брамса, Иоганна Штрауса (отца), Иоганна Штрауса (сына), Шёнберга и других.
- Кладбище Святого Марка (Friedhof St Marx). Здесь находится могила Моцарта.

## Музеи и художественные галереи

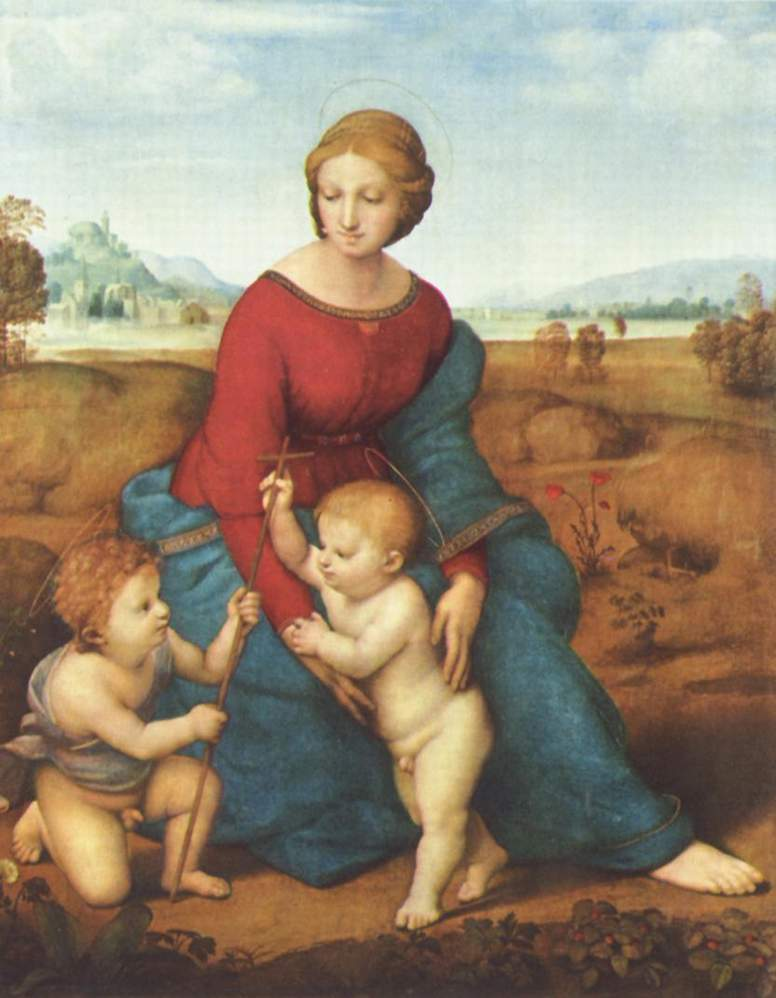
Рафаэль Санти. Мадонна в зелени. Музей истории искусств

- Австрийская галерея Бельведер (Belvedere).
- Австрийский музей кинематографии (Filmmuseum).
- Академия изобразительных искусств (Akademie Der Bildenden Kunste).
- Галерея Альбертина Во дворе Академии (Albertina Im Akademihof)  Здесь хранится большая коллекция графики.
- Венский дом искусств (Kunsthaus Wien)  В музее представлены произведения Хундертвассера и работы современных художников.
- Военно-исторический музей (Heeres-Geschichtliches Museum). История армии и военно-морского флота с 1600 г. до 1945 г.
- Выставка Сальвадора Дали (S. Dali Schau).
- Еврейский музей (Jüdische Museum Wien)  Экспозиция отражает историю венских евреев от Фрейда до Билли Уайльдера.
- Императорские покои, Коллекция серебра (Kaiserappartements, Silberkammer).
- Исторический музей города Вены (Historisches Museum Der Stadt Wien)  Показана история Вены от доисторического периода до наших дней.
- Коллекция старинных экипажей (Wagenburg).
- Дом художников в Вене (Kunstlerhaus)  Сменные выставки современного искусства.
- Музей естествознания (Naturhistorisches Museum)  Коллекции по минералогии, зоологии, антропологии, палеонтологии и первобытной истории, специальные выставки и программы для детей.
- Музей истории искусств (Kunsthistorisches Museum)
- Музей лошадей липицианской породы (Lipizzanermuseum).
- Музей прикладного искусства (Museum Fur Angewandte Kunst)  В подземном зале находится одна из наиболее значительных в Европе коллекций восточной культовой скульптуры. Другая уникальная коллекция — собрание стульев и кресел. В старейшем здании МАК представлена «историческая» коллекция: искусство Восточной Азии, мебель и ткани, предметы из металла, стекла и керамики.
- Музей театра (Theatermuseum)
- Музей часов (Uhrenmuseum).
- Музейный квартал (Museumsquartier)  В комплекс входят Музей Леопольда (Leopoldsmuseum), Музей современного искусства (MuMoK — Museum Modemer Kunst), или фонд Людвига, Детский музей (Zoom), Музей табака (Art Cult Center) и два выставочных зала — Венский павильон искусств (Kunsthalle) и Архитектурный центр (Architekturzentrum Wien).
- Музей современного искусства (MuMoK)
- Музей Леопольда (Leopoldmuseum) [www.leopoldmuseum.org]
- Дом сецессиона (Secession). Выставки современного искусства.
- Соборный и епархиальный музей архиепископства (Erzbischef-Liches Dom-Und Dioezesanmuseum).
- Собрание старинных музыкальных инструментов.
- Сокровищница Дворца Хофбург (Schatzkammer).
- Сокровищница немецкого ордена (Schatzkammer Des Deutschen Ordens). Коллекция демонстрирует экспонаты из области оккультизма: заговоренные чаши, украшенные зубами дракона, охранительные амулеты, старинное оружие, обладающее мистической силой, и проч.
- Федеральный патолого-анатомический музей (Patha-Logisch-Anatomisches Bundesmuseum).
- Фольклорный музей (не путать с Этнологическим музеем) (Museum fur Volkskunde)
- Форум искусств (Kunst Forum).
- Этнологический музей (Museum fur Volkerkunde) во дворце Хофбург.
- Viennacontemporary — международная ярмарка современного искусства стран Восточной Европы.

## Дома-музеи
- Дом-музей Гайдна (Haydn Gedenkstatte) С Залом Брамса.
- Дом-музей Иоганна Штрауса (Johann Strauss Gedenkstatte).
- Дом-музей Моцарта (Mozart Gedenkstatte), Так Называемый «Дом Фигаро».
- Дома-музеи Бетховена (Beethoven Gedenkstatte):
- «Дом Пасквалати».
- «Дом Хайлигенштадтского завещания».
- «Дом эротики».
- Дома-музеи Шуберта (Franz Schubert Gedenkstatte). Nussdorfer Strasse, 54. Дом, в котором родился Шуберт (с залами, посвященными Штифтеру). Комната, в которой Шуберт скончался, находится на Kettenbmckengasse, 6.
- Квартира Отто Вагнера. Doblergasse, 4.
- Музей Зигмунда Фрейда

## Театры и концертные залы
- Венская государственная опера (Wiener Staatsoper) (официальный сайт) открылась в 1869 г. постановкой «Дон-Жуана» Моцарта, входит в пятерку лучших оперных театров мира[1]. Разрушенная во время войны, восстановленная Опера была открыта в 1955. В феврале здесь проходит самый знаменитый Венский бал — Опернбаль.
- Венский Концертхаус (Wiener Konzerthaus) открылся в 1913 году.
- Бургтеатр (Burgtheater)  Здание театра было построено вместо старого придворного театра в 1874—1888 архитекторами Готтфридом Семпером и Карлом фон Хасенауэром в стиле итальянского Высокого Возрождения.
- Венский театр (Theater An Der Wien)
- Раймунд-театр (Raimund Theater)
- Венская филармония (Wiener Musikverein)
- Русский клуб. Здесь регулярно проходят концерты знаменитых и начинающих исполнителей. В Русском Клубе выступали Майя Плисецкая, Евгений Нестеренко, Людмила Гурченко. В здании Клуба есть художественная галерея, в которой выставляют работы молодых российских художников. В библиотеке Русского клуба находится собрание из 40 тыс. томов собрания русской литературы.[2]

## Памятники
- Памятник доктору Карлу Люгеру (Dr.-Karl-Lueger-Denkmal)